# Houtribsluizen
De Houtribsluizen is een sluizencomplex op de vaarroute tussen Amsterdam en Lemmer bij Lelystad in de Nederlandse provincie Flevoland.
Het complex Houtribsluizen bestaat uit een tweelingsluis en een spuisluis  dat in 1975 werd geopend. 
Ze zijn het ontwerp van Piet Verhave van architectenbureau Verhave, Luyt, De Jongh & Slikker. In de periode 2010-2012 werden de sluizen gerenoveerd.
De schutsluizen zijn elk 190 m lang en 18 m breed. Zij zijn geschikt voor schepen CEMT-klasse Va. Dat is tot 5.000 ton en voor tweebaksduwvaart. De sluisdrempels liggen op MP –3,5 meter. De basculebruggen liggen op ongeveer 6,9 meter boven NAP. Jaarlijks passeren zo'n 80.000 schepen deze sluizen. De schutsluizen worden 24 uur per dag (24/7) bediend vanuit de centrale bedieningstoren.
De spuisluis bestaat uit zes openingen die afgesloten kunnen worden met stalen hefdeuren. De totale spuicapaciteit is maximaal 630 m3 water per seconde.

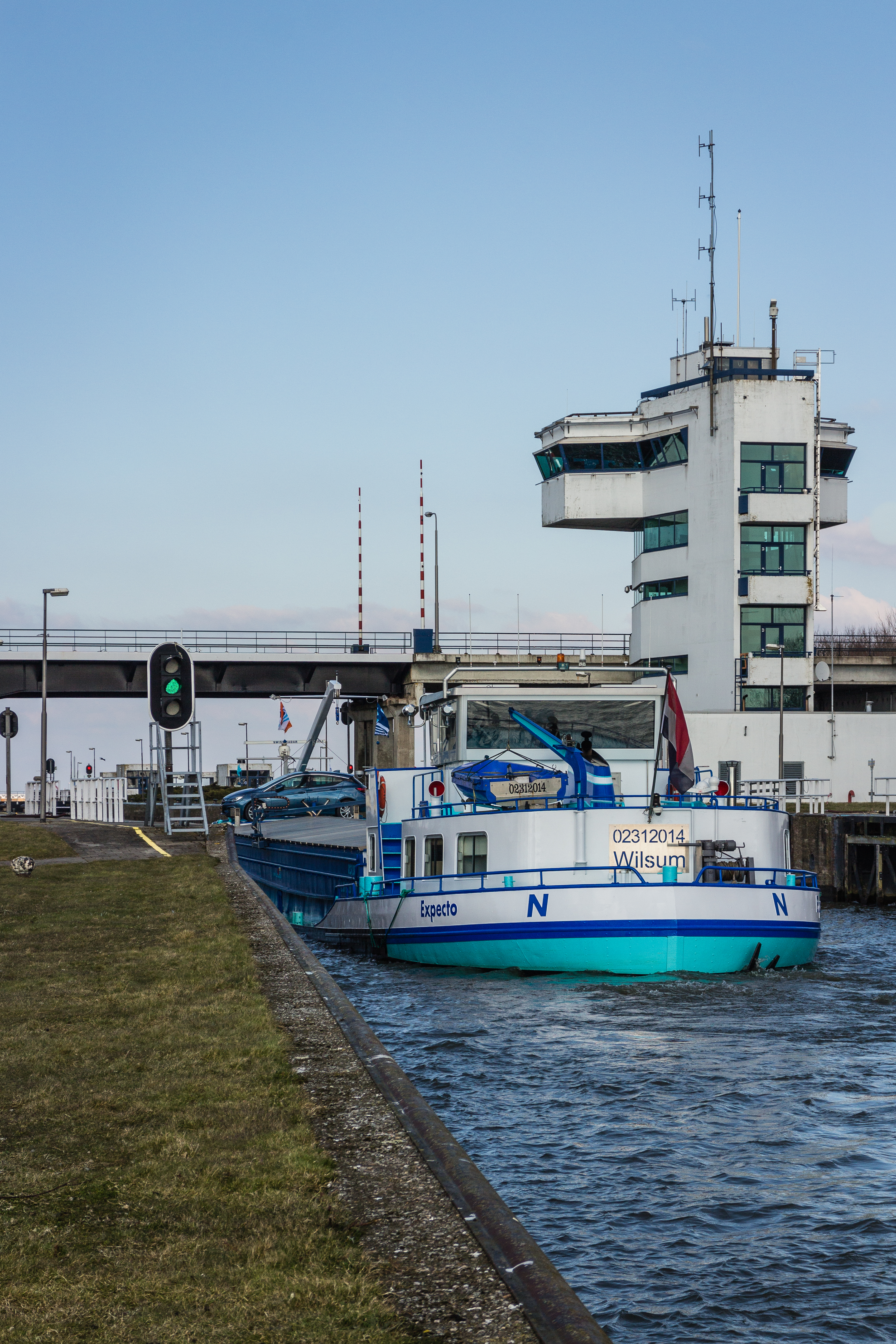
Vrachtschip EXPECTO vaart de Houtribsluizen in. (7 maart 2022)
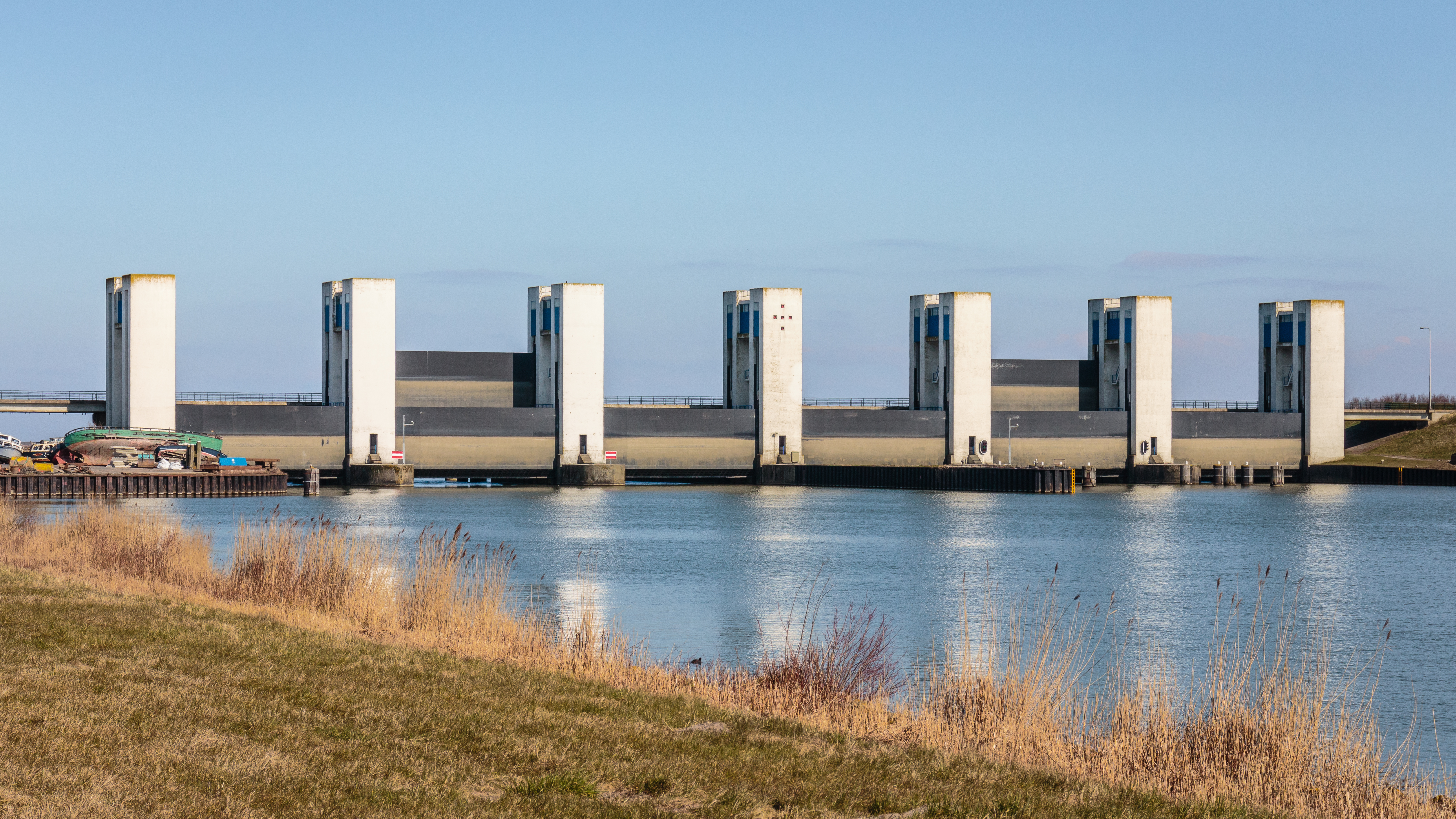
Spuisluis (7 maart 2022)
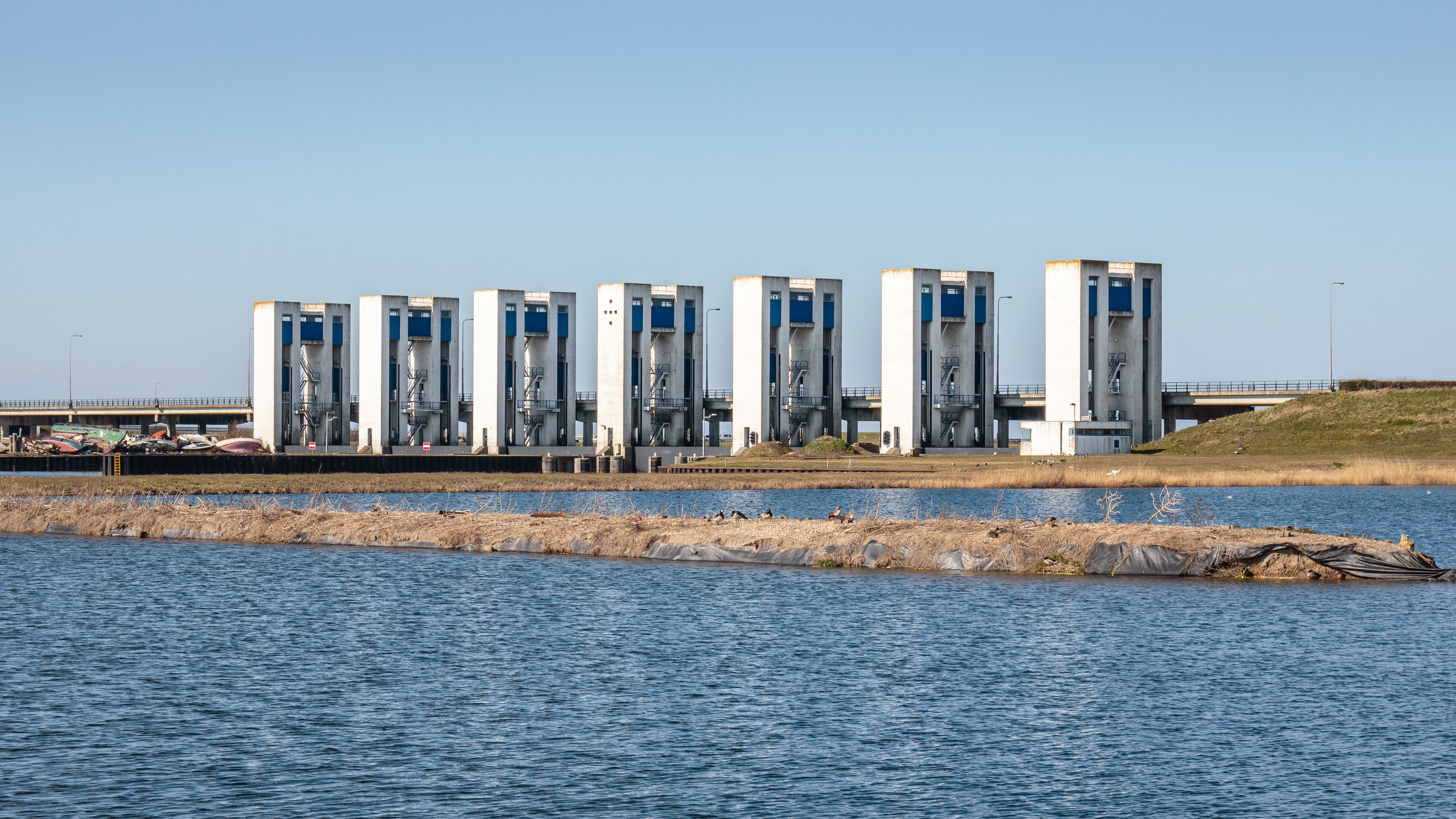
Spuisluis (7 maart 2022)